# Uppsättningar av Frank Zappas band
Lista över olika uppsättningar av The Mothers of Invention och andra Frank Zappa band tillsammans med tidsspann.
| År                             | Musiker & instrument |
| ------------------------------ | --- |
| Vår - sommar 1966              | Frank Zappa - gitarr, sång, bandledare Ray Collins - sång Elliot Ingber - gitarr Roy Estrada - basgitarr, sång Jimmy Carl Black - trummor, sång |
| Höst 1967                      | Frank Zappa - gitarr, sång, bandledare Ray Collins - sång Ian Underwood - blåsinstrument, klaviatur Bunk Gardner - blåsinstrument Motorhead Sherwood - barytonsaxofon Don Preston - klaviatur Roy Estrada - basgitarr, sång Jimmy Carl Black - trummor, sång Billy Mundi - trummor |
| December 1967 - augusti 1968   | Frank Zappa - gitarr, sång, bandledare Ray Collins - sång Ian Underwood - blåsinstrument, klaviatur Bunk Gardner - blåsinstrument Motorhead Sherwood - barytonsaxofon Don Preston - klaviatur Art Tripp - slagverk Roy Estrada - basgitarr, sång Jimmy Carl Black - trummor, sång |
| September - oktober 1968       | Frank Zappa - gitarr, sång, bandledare Ian Underwood - blåsinstrument, klaviatur Bunk Gardner - blåsinstrument Buzz Gardner - trumpet Motorhead Sherwood - barytonsaxofon Don Preston - klaviatur Art Tripp - slagverk Roy Estrada - basgitarr, sång Jimmy Carl Black - trummor, sång |
| November 1968 - maj 1969       | Frank Zappa - gitarr, sång, bandledare Lowell George - gitarr, sång Ray Collins - sång Ian Underwood - blåsinstrument, klaviatur Bunk Gardner - blåsinstrument Motorhead Sherwood - barytonsaxofon Don Preston - klaviatur Art Tripp - slagverk Roy Estrada - basgitarr, sång Jimmy Carl Black - trummor, sång |
| Maj - augusti 1969             | Frank Zappa - gitarr, sång, bandledare Ian Underwood - blåsinstrument, klaviatur Bunk Gardner - blåsinstrument Motorhead Sherwood - barytonsaxofon Don Preston - klaviatur Art Tripp - slagverk Roy Estrada - basgitarr, sång Jimmy Carl Black - trummor, sång |
| November 1969 - augusti 1970   | (Denna turné bytte ofta musiker och är inte väldokumenterad) Frank Zappa - gitarr, sång, bandledare Ian Underwood - klaviatur, blåsinstrument, gitarr Captain Beefheart - munspel, sång Don Harris - violin, klaviatur, sång Jean-Luc Ponty - violin Jeff Simmons - basgitarr Max Bennet - basgitarr Alby Cullaz - basgitarr Art Tripp - trummor Ed Greene - trummor Aynsley Dunbar - trummor Aldo Romano - trummor |
| Maj 1970                       | (Återförening med The Mothers) Frank Zappa - gitarr, sång, bandledare Ray Collins - sång Ian Underwood - blåsinstrument Motorhead Sherwood - barytonsaxofon Don Preston - klaviatur Jeff Simmons - basgitarr, sång Aynsley Dunbar - trummor Billy Mundi - trummor |
| Juni - december 1970           | Frank Zappa - gitarr, sång, bandledare Howard Kaylan - sång Mark Volman - sång Ian Underwood - blåsinstrument, klaviatur George Duke - klaviatur, trombon Jeff Simmons - basgitarr, sång Aynsley Dunbar - trummor |
| Maj - december 1971            | Frank Zappa - gitarr, sång, bandledare Howard Kaylan - sång Mark Volman - sång Bob Harris (den första) - klaviatur (fram tills 5/7) Don Preston - klaviatur (från 8/7) Jim Pons - basgitarr, sång Aynsley Dunbar - trummor |
| September 1972                 | (Grand Wazoo- orkestern) Frank Zappa - gitarr, bandledare Tony Duran - gitarr Jerry Kessler - cello Jay Migliori - saxofon Charles Owens - saxofon Ray Reed - saxofon Glenn Ferris - trombon Bruce Fowler - trombon Ken Shroyer - trombon Malcom McNab - trumpet Sal Marquez - trumpet Tom Malone - tuba, trumpet Earle Dumler - oboe, sarrusofon Mike Altschul - piccolaflöjt, klarinett Joanne McNab - fagott Ian Underwood - klaviatur Ruth Underwood - slagverk Tom Raney - slagverk Dave Parlato - basgitarr Jim Gordon - trummor |
| Oktober - december 1972        | (Petit Wazoo- orkestern) Frank Zappa - gitarr, bandledare Tony Duran - gitarr Glenn Ferris - trombon Bruce Fowler - trombon Malcom McNab - trumpet Gary Barone - trumpet Tom Malone - tuba, trumpet, trombon, saxofon Earle Dumler - oboe, sarrusofon, saxofon Dave Parlato - basgitarr Jim Gordon - trummor |
| Februari - september 1973      | Frank Zappa - gitarr, sång, bandledare Ian Underwood - blåsinstrument, klaviatur Bruce Fowler - trombon Jean-Luc Ponty - violin George Duke - klaviatur, sång Ruth Underwood - slagverk Tom Fowler - basgitarr Ralph Humphrey - trummor |
| Oktober 1973 - mars 1974       | Frank Zappa - gitarr, sång, bandledare Napoleon Murphy Brock - saxofon, sång Bruce Fowler - trombon George Duke - klaviatur, sång Ruth Underwood - slagverk Tom Fowler - basgitarr Ralph Humphrey - trummor Chester Thompson - trummor |
| April - maj 1974               | Frank Zappa - gitarr, sång, bandledare Jeff Simmons - gitarr, munspel, sång Napoleon Murphy Brock - saxofon, sång Bruce Fowler - trombon Walt Fowler - trumpet George Duke - klaviatur, sång Don Preston - klaviatur Tom Fowler - basgitarr Ralph Humphrey - trummor Chester Thompson - trummor |
| Juni - december 1974           | Frank Zappa - gitarr, sång, bandledare Napoleon Murphy Brock - saxofon, sång George Duke - klaviatur, sång Ruth Underwood - slagverk Tom Fowler - basgitarr Chester Thompson - trummor |
| April - maj 1975               | ("Bongo Fury"- turnén med Captain Beefheart) Frank Zappa - gitarr, sång, bandledare Captain Beefheart - saxofon, munspel, sång Denny Walley - gitarr Napoleon Murphy Brock - saxofon, sång Bruce Fowler - trombon George Duke - klaviatur, sång Tom Fowler - basgitarr Terry Bozzio - trummor |
| September 1975 - mars 1976     | Frank Zappa - gitarr, sång, bandledare Napoleon Murphy Brock - saxofon, sång André Lewis - klaviatur, sång Roy Estrada - basgitarr, sång Terry Bozzio - trummor, sång |
| Oktober 1976 - mars 1977       | Frank Zappa - gitarr, sång, bandledare Ray White - gitarr, sång Eddie Jobson - klaviatur, violin Bianca Odin - klaviatur, sång (fram tills 11/11) Patrick O'Hearn - basgitarr Terry Bozzio - trummor, sång |
| September 1977 - februari 1978 | Frank Zappa - gitarr, sång, bandledare Adrian Belew - gitarr, sång Tommy Mars - klaviatur, sång Peter Wolf - klaviatur Ed Mann - slagverk Patrick O'Hearn - basgitarr Terry Bozzio - trummor, sång |
| Augusti - oktober 1978         | Frank Zappa - gitarr, sång, bandledare Denny Walley - gitarr, sång Ike Willis - gitarr, sång Tommy Mars - klaviatur, sång Peter Wolf - klaviatur Ed Mann - slagverk Arthur Barrow - basgitarr Vinnie Colaiuta - trummor |
| Februari - april 1979          | Frank Zappa - gitarr, sång, bandledare Denny Walley - gitarr, sång Ike Willis - gitarr, sång Warren Cuccurullo - gitarr Tommy Mars - klaviatur, sång Peter Wolf - klaviatur Ed Mann - slagverk Arthur Barrow - basgitarr Vinnie Colaiuta - trummor |
| Mars - juli 1980               | Frank Zappa - gitarr, sång, bandledare Ike Willis - gitarr, sång Ray White - gitarr, sång Tommy Mars - klaviatur Arthur Barrow - basgitarr, klaviatur David Logeman - trummor |
| Oktober - december 1980        | Frank Zappa - gitarr, sång, bandledare Ike Willis - gitarr, sång Ray White - gitarr, sång Steve Vai - gitarr Tommy Mars - klaviatur Bob Harris (den andra) - klaviatur, trumpet, sång Arthur Barrow - basgitarr Vinnie Colaiuta - trummor |
| September 1981 - juli 1982     | Frank Zappa - gitarr, sång, bandledare Ray White - gitarr, sång Steve Vai - gitarr Tommy Mars - klaviatur Robert Martin - klaviatur, saxofon, sång Ed Mann - slagverk Scott Thunes - basgitarr Chad Wackerman - trummor |
| Juli - december 1984           | Frank Zappa - gitarr, sång, bandledare Ike Willis - gitarr, sång Ray White - gitarr, sång Allan Zavod - klaviatur Robert Martin - klaviatur, saxofon, sång Scott Thunes - basgitarr Chad Wackerman - trummor |
| Februari - juni 1988           | Frank Zappa - gitarr, sång, bandledare Ike Willis - gitarr, sång Mike Keneally - gitarr, klaviatur, sång Walt Fowler - trumpet Bruce Fowler - trombon Albert Wing - tenorsaxofon Paul Carman - altosaxofon Kurt McGettrick - barytonsaxofon Robert Martin - klaviatur, sång Ed Mann - slagverk Scott Thunes - basgitarr Chad Wackerman - trummor |